# Kostel Nejsvětější Trojice (Přemyšl)
Kostel Nejsvětější Trojice v Přemyšlu (polsky Kościół Trójcy Przenajświętszej) je spolu s přilehlým klášterem benediktinek nejstarší budovou částí města nazvanou Zasaní (Zasanie) na levém břehu řeky San.

## Historie

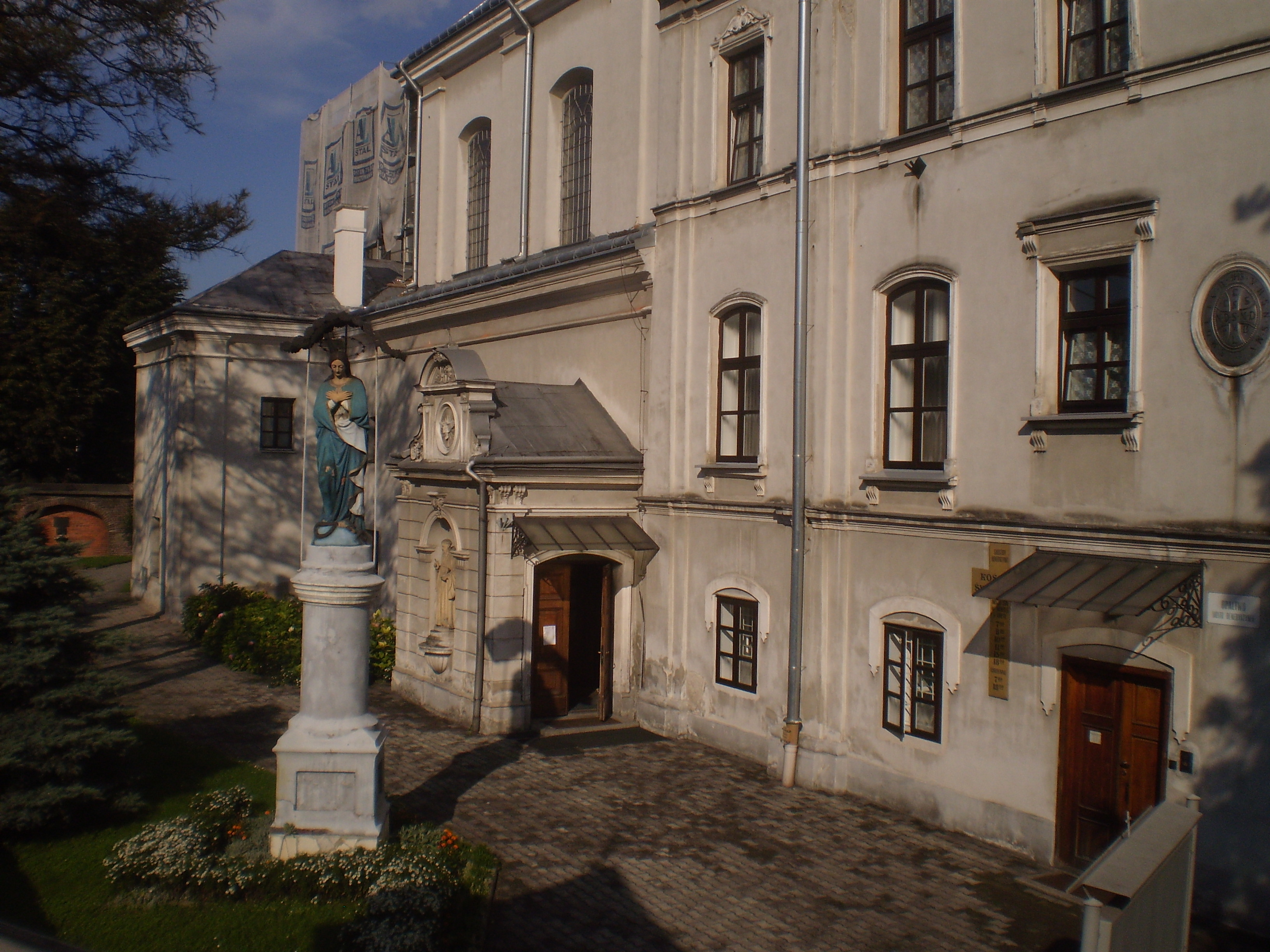
Klášter benediktinek - Přemyšl

Kolem roku 1616 zde vznikla kaple benediktinských sester. V letech 1768–1777 byl spolu s klášterem postaven jednolodní kostel v barokním stylu, obklopený obrannými zdmi se střílnami (dochoval se v délce asi 350 m, včetně střílen a zbytků bašty). Zakladatelem kostela byl kyjevský vojevoda Franciszek Salezy Potocki. V historickém kostele jsou vidět barokní fresky Stanisława Stroińského (80. léta 18. století), rokoková mříž chóru, v bočních pseudobarokních oltářích jsou obrazy ze 17. a 18. století, na hlavním oltáři je barokní alabastrové sanktuárium z roku 1880.